# Fendouzhe (Tauchboot)
Fendouzhe (chinesisch 奮鬥者號載人潛水器 / 奋斗者号载人潜水器, Pinyin Fèndòuzhě hào zàirén qiánshuǐqì – „Bemanntes Tauchgerät Fendouzhe“, kurz 奮鬥者號 / 奋斗者号,  Fèndòuzhě hào – „Kämpfer, Streiter“) ist der Name des chinesischen Tiefsee-Tauchbootes, mit dem die Volksrepublik China in der Lage ist, die tiefsten Stellen in allen Ozeanen zu erreichen. Zwischen 10. Oktober und 28. November 2020 wurden im Rahmen einer Erprobungsfahrt dreizehn Tauchgänge im Marianengraben durchgeführt. Davon führten acht in Tiefen von mehr als 10.000 m. Am 10. November 2020 wurde in 10.909 m Tiefe der Grund im Challengertief erreicht. Damit ist die Fendouzhe neben der Trieste, der Deepsea Challenger und der Limiting Factor das vierte Tauchfahrzeug, mit dem diese Leistung gelang. Der aus einer neu entwickelten Titanlegierung bestehende Druckkörper bietet neben dem technischen Equipment Platz für drei Personen.

## Vorgeschichte
1999 schlug die China Ocean Mineral Resources Research and Development Association (COMRA) dem Ministerium für Wissenschaft und Technologie vor, ein Projekt für ein bemanntes Tiefsee-Tauchboot zu starten. Der Vorschlag wurde aufgegriffen und im Juni 2002 begannen im Rahmen des Programms 863 die Arbeiten am vorläufigen Entwurf für ein bemanntes Tauchfahrzeug, das in der Lage sein sollte, 7000 m tief tauchen zu können. Mit der Entwicklung und dem Bau der Jiaolong wurde das China Ship Scientific Research Center in Wuxi beauftragt. Das Center ist Teil der staatlichen China State Shipbuilding Corporation. Ab September 2006 wurden die einzelnen Komponenten montiert. Im Oktober 2007 wurde dann begonnen, das fertig montierte Tauchfahrzeug in einem Bassin zu testen. Im weiteren Verlauf folgten Erprobungstauchgänge in immer größeren Tiefen und mit steigender Komplexität und im Juni 2012 wurden die Tests mit drei Tauchgängen in Tiefen von mehr als 7000 m abgeschlossen.
Bei der Jiaolong mussten 40 % der Komponenten aus dem Ausland zugekauft werden. So wurde z. B. der Druckkörper in Russland gefertigt und getestet und das Material für den Auftriebskörper wurde von einem US-amerikanischen Unternehmen geliefert. Um die Entwicklung eigener Tiefsee-Technologien voranzutreiben, wurde 2009 ein Projekt für den Bau eines weiteren Tiefsee-Tauchboots gestartet. Es sollte 4500 m tief tauchen können, zuverlässiger und kostengünstiger zu betreiben sein. Nach acht Jahren Entwicklungs- und Bauzeit wurde die Shenhai Yongshi dann am 1. Dezember 2017 an die Chinesische Akademie der Wissenschaften übergeben. Wie geplant waren nun Schlüsselkomponenten wie der Druckkörper in China konstruiert und gebaut worden. Gleichzeitig wurde verlautbart, dass nun eine gute Basis geschaffen worden war, um ein 10.000-m-Tauchboot entwickeln zu können.

## Zeitlicher Ablauf der Erprobung
Mit den Entwicklungsarbeiten für dieses Tauchboot war bereits 2016 begonnen worden, wobei auf die Erfahrungen aufgebaut wurde, die beim Bau und Betrieb der Tauchboote Jiaolong und Shenhai Yongshi gemacht worden waren. Nach vier Jahren Entwicklungs- und Bauzeit begann im März 2020 die Testphase mit ersten Schwimmversuchen im Testbassin des China Ship Scientific Research Centers in Wuxi. Am 22. April 2020 wurde die Öffentlichkeit über den News-Client des staatlichen Fernsehsenders CCTV, den Mikroblog Weibo und über den Chat-Dienst WeChat dazu aufgerufen, Namen für das neue Tauchboot vorzuschlagen. Aus 100.000 Einsendungen wurde eine Auswahl von zehn Namen veröffentlicht. Nach Abschluss der Tests in Wuxi wurde das Tauchboot am 19. Juni 2020 der Öffentlichkeit präsentiert und der Name Fendouzhe bekannt gegeben. Am 21. Juni 2020 wurde die Fendouzhe mit einem Schwerlasttransport von Wuxi zur Mawei-Werft in Fuzhou transportiert, wo sie am Abend des folgenden Tages ankam. Dort wurde sie auf das Mutterschiff Tan Suo Er Hao verladen und mit diesem nach Sanya gebracht. Von dort aus wurden im Südchinesischen Meer die ersten Tauchgänge in offener See durchgeführt.
Am 10. Oktober 2020 brachen die beiden Schiffe Tan Suo Yi Hao (探索一号) und Tan Suo Er Hao (探索二号) zum Marianengraben auf, um die Fendouzhe in den größtmöglichen Wassertiefen zu erproben. Am 27. Oktober 2020 wurde erstmals tiefer als 10.000 m getaucht als man eine Tiefe von 10.058 m erreichte und am 10. November 2020 wurde dann mit 10.909 m eine der tiefsten Stellen des Marianengrabens erreicht. Am 16. November 2020 wurde bei einem weiteren Tauchgang die Leistungsfähigkeit des Navigationssystems demonstriert, indem innerhalb von 30 Minuten drei verschiedene Orte am Meeresboden angesteuert wurden, an denen bei einem der vorherigen Tauchgänge Probensammler abgesetzt worden waren. Zusätzlich dazu kam der Tiefsee-Lander Canghai zum Einsatz. Er ist mit hochauflösenden Videokameras ausgestattet und nahm Videos von Fendouzhe am Meeresboden auf. Für die Beleuchtung der Szenerie führte der Lander ein frei bewegliches Fahrzeug namens Lingyun mit.
Insgesamt wurden bis zum 19. November 2020 dreizehn Tauchgänge im Marianengraben durchgeführt, davon acht in Tiefen von mehr als 10.000 m.
Nach Abschluss der Erprobungsfahrt legte das Mutterschiff Tan Suo Yi Hao am 28. November 2020 in Sanya an und kurze Zeit später würdigte Xi Jinping, der Präsident der Volksrepublik China, die Errungenschaft der Wissenschaftler, Ingenieure und Techniker. In der Pressemitteilung der Chinesischen Akademie der Wissenschaften erwähnte Yang Rui, der Leiter der Titanium Alloys Division des Shenyang R & D Centre for Advanced Materials, dass der Druckkörper der Fendouzhe aus einer neu entwickelten Titanlegierung bestehe und dass für dessen Bearbeitung neue Schweiß- und Bearbeitungstechnologien entwickelt worden seien. Die Fendouzhe ist mit Kameras des norwegischen Herstellers Imenco ausgerüstet.
Am 16. März 2021 wurde die Fendouzhe offiziell vom China Ship Scientific Research Center an das Sanya Institute of Deep Sea Science and Engineering übereignet, welches der Chinesischen Akademie der Wissenschaften unterstellt ist. In chinesischen Medien wurde erwähnt, dass Entwurf und Bau des Tauchbootes 800 Millionen Renminbi (122 Millionen US-Dollar) gekostet hat.

## Einsätze

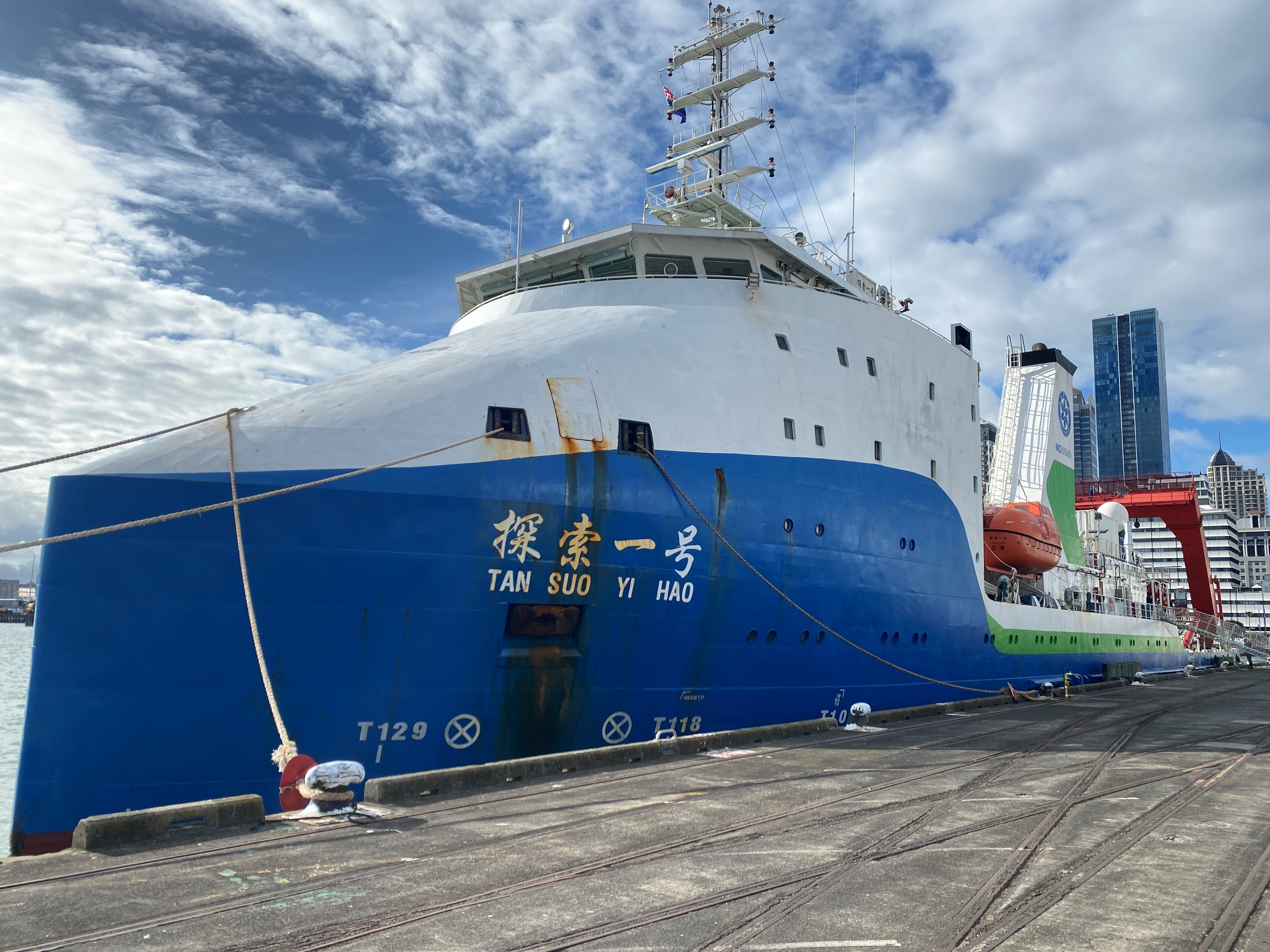
Das chinesische Forschungsschiff Tan Suo Yi Hao

Im Jahr 2022 kooperierten Wissenschaftler des chinesischen Institute of Deep Sea Science and Engineering mit dem neuseeländischen National Institute of Water and Atmospheric Research. Während des ersten zweimonatigen Expeditionsabschnitts wurden mit der Fendouzhe im Kermadecgraben bis zum 24. November 2022 sechzehn Tauchgänge durchgeführt. Diese führten in Tiefen zwischen 5747 m und mehr als 10.000 m Tiefe.
In Partnerschaft mit Indonesiens Nationaler Agentur für Forschung und Innovation, Badan Riset dan Inovasi Nasional, BRIN wurden vom 23. Februar bis 22. März 2024 mit der Fendouzhe Tauchgänge im zentralen Teil des Sundagrabens absolviert und in 7192 m Tiefe dessen tiefste Stelle erreicht.
Vom 8. Juli bis 17. August 2024 wurden im Kurilengraben und im Aleutengraben insgesamt 31 Tauchgänge mit dem Tauchboot absolviert.

## Rezeption
Am 24. November 2021 wurde durch die Volksrepublik China ein Briefmarkensatz zum Thema Innovation in Wissenschaft und Technologie herausgegeben, dessen Motive von Du Yukai gestaltet wurden. Darin enthalten ist eine 40 × 30 mm große Briefmarke, auf der das Tauchboot Fendouzhe dargestellt ist.